# متیو لودوینسکی
متیو لودوینسکی (انگلیسی: Matthew Ludwinski؛ زادهٔ ۲۲ سپتامبر ۱۹۸۰) هنرپیشه، و نویسنده اهل ایالات متحده آمریکا است. وی از سال ۲۰۰۶ میلادی تاکنون مشغول فعالیت بوده‌است.